# Ljubomir Geraskow
Ljubomir Geraskow (* 27. Dezember 1968 in Sofia) ist ein bulgarischer Turner und Olympiasieger.
1987 konnte er bei den Turn-Weltmeisterschaften in Rotterdam zwei Bronzemedaillen am Seitpferd und am Boden gewinnen.
Bei den Olympischen Sommerspielen 1988 in Seoul holte er zusammen mit Zsolt Borkai und Dmitri Bilosertschew die Goldmedaille am Seitpferd. Alle drei Turner erhielten die Benotung 19,950.